# レギンヒルト (小惑星)
レギンヒルト (574 Reginhild) は小惑星帯に位置する小さな小惑星である。ハイデルベルクのケーニッヒシュトゥール天文台でマックス・ヴォルフによって発見された。
名前の由来は不明。